# Crítica del capitalisme
La crítica del capitalisme ha estat objecte d'una forta controvèrsia sociològica i política. Moltes d'aquestes crítiques són abordades des de la perspectiva de les condicions de vida de la ciutadania o de la moralitat del sistema productiu i d'enriquiment. Aquestes crítiques varien des de gent a qui els desagrada els principis del capitalisme en la seua integritat fins a aquells que discrepen amb els resultats particulars del capitalisme. Entre els quals desitgen reemplaçar el capitalisme amb un mètode diferent de distribuir els béns, es pot fer una distinció entre aquells que creuen que el capitalisme solament pot ser superat amb una revolució (per exemple, la revolució socialista) i aquells que creuen que el canvi pot vindre lentament per mitjà del reformisme (per exemple, la democràcia social). Algunes crítiques reconeixen mèrits en el capitalisme i cerquen equilibrar el capitalisme amb alguna forma de control social, típicament a través de regulació governamental (per exemple, el Partit Laborista (Regne Unit)).

## Història
Les crítiques s'originen poc després del sorgiment del capitalisme modern. Segons les crítiques contemporànies, la ràpida industrialització després de la revolució industrial creà condicions laborals vistes com a injustes, incloent 14 hores de treball diari, explotació infantil i assentaments informals. Algunes novel·les populars van sorgir durant aquest temps tenint una visió pessimista de la revolució industrial, com és el cas d'algunes escrites per Charles Dickens. Els economistes moderns optimistes argumentaven que les condicions havien estat encara pitjors amb anterioritat i que l'evidència empírica mostrava que fins i tot la revolució industrial primerenca incrementà el terme mitjà dels estàndards de vida i l'expectativa de vida. Els economistes moderns més pessimistes argumentaren que les condicions no milloraren o solament ho van fer lentament després de 1840.
Alguns pensadors primerencs socialistes rebutjaren el capitalisme per complet, intentant crear comunitats socialistes lliures de les injustícies percebudes com a pròpies del capitalisme primerenc. Entre aquests "socialistes utòpics" es trobava Charles Fourier i Robert Owen. Altres pensadors socialistes arguïen que el socialisme no podia ser implementat abans que les forces històriques crearen les condicions adequades i van veure la revolució industrial com un nou sistema que podia potencialment produir suficients béns per a la població humana sencera, però que era obstaculitzat pel seu mètode ineficient de distribuir béns. En 1848, Karl Marx i Friedrich Engels publicaren el Manifest Comunista, un pamflet que esbossà una crítica política i econòmica del capitalisme, basada en la filosofia del materialisme històric. Des de llavors, el seu manifest es convertí en un dels llibres més influents. Un coetani de Marx, el mutualista Pierre-Joseph Proudhon va ser un dels primers a cridar-lo anarquista.

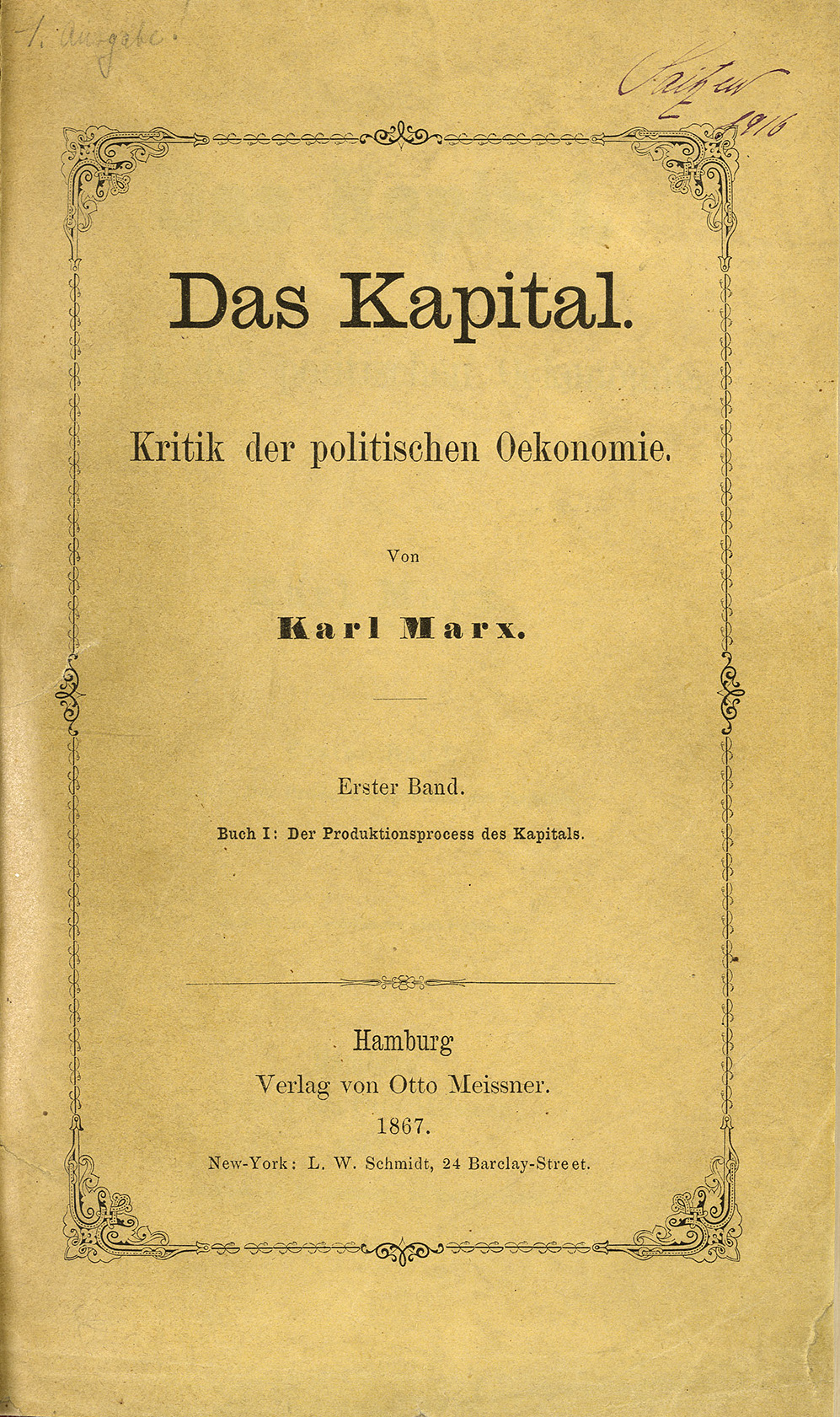
Portada de la primera edició de 1867 del llibre Das Kapital de Karl Marx. El llibre conté una crítica de l'economia política.

Aquestes crítiques clàssiques han patit una certa transformació des d'aqueixa època. Molts autors han modificat o actualitzat els seus pensaments per a incorporar canvis en les societats capitalistes. Per a principis del segle xx, una miríada de tendències socials han sorgit basades en diferents interpretacions d'esdeveniments actuals. Cabdal monopòlic, colonialisme accelerat, la difusió dels sindicats laborals, l'ampliació del sufragi i el clar increment dels estàndards de vida, per exemple, on noves tendències que critiquen el capitalisme, tals com Mijaíl Bakunin, Vladímir Lenin i Eduard Bernstein, procuren entendre i contribuir a les diferències en models organitzacionals (per exemple, anarcosindicalisme, socialdemocràcia i bolxevisme). A l'identificar problemes amb el capitalisme de lliure mercat, els governs també van començar a posar restriccions a les operacions de mercat i van crear l'intervencionisme econòmic que va intentar millorar els defectes percebuts del mercat. Economistes keynesians britànics i el New Deal nord-americà van tenir efectes duradors en les polítiques socials d'ambdós països. Començant amb la Revolució Soviètica, els estats socialistes van incrementar en nombre i va començar la Guerra Freda amb les nacions desenvolupades capitalistes. No obstant això, després de les revolucions deb 1989, molt d'aquests estats es van adaptar obertament a les economies de mercat. La majoria dels restants estats ex comunistes han implementat també extenses liberalitzacions de mercat.

## Era actual

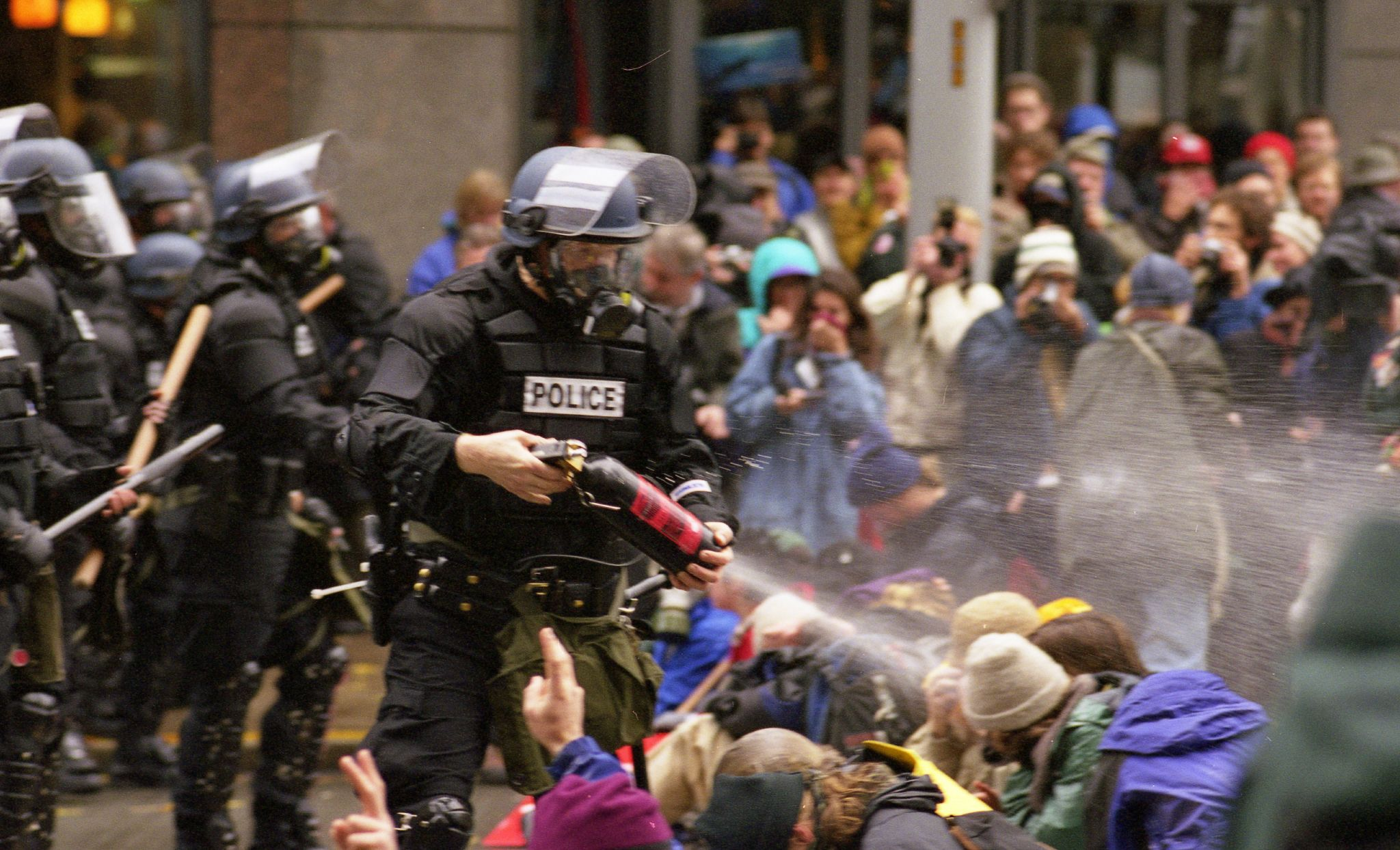
Protestes contra les reunions de l'Organització Mundial del Comerç. La policia carregant contra els manifestants.

En l'era actual persisteixen les crítiques del capitalisme. Particularment, pel que fa a la nova economia global i el capitalisme salvatge que l'acompanya, els crítics han argumentat a favor de la intervenció governamental o contra el capitalisme. Aquesta crítica pot involucrar defectes apercebuts del mercat entorn de l'escalfament global, explotació de ciutadans sota el capitalisme consumista, allunyament d'economies manufacteres per dependència de mercats financers i imperialisme econòmic en una edat de globalització. Moltes organitzacions actuals, que no necessàriament rebutgen el capitalisme, s'enfoquen a canviar polítiques nacionals i corporatives (per exemple, Greenpeace). Altres organitzacions tenen una visió holística, entenent la injustícia capitalista com un problema sistèmic (per exemple, els ecologistes socials o els economistes participatius).